# Alafia pauciflora
Alafia pauciflora là một loài thực vật có hoa trong họ La bố ma. Loài này được Radlk. mô tả khoa học đầu tiên năm 1883.